# Бои за Славянск (1917)
Бои за Славянск (1917) — военная операция Красной гвардии Москвы в декабре 1917 во время Первой советско-украинской войны. Славянск имел стратегическое значение, так как через него лежал путь в революционный Донбасс.

## История
В конце 1917 года городская дума Славянска признала власть Украинской Центральной Рады. Для поддержания общественного порядка и обороны города здесь разместился отряд гайдамаков (200 казаков).
8 (21) декабря 1917 года красногвардейские отряды РСФСР под командованием Антонова-Овсеенко без официального объявления войны проникли на территорию Украинской Народной Республики. Одной из целей в Украине для Антонова-Овсеенко было воссоединиться с отрядами Красной гвардии Донбасса тем самым разорвать связь Украины с Доном, на их пути находился Славянск который контролировали гайдамаки.
По прибытии в Харьков Антонов-Овсеенко ближайшей задачей для красноармейцев поставил:
Расчистить пути в Донбасс, прежде всего в обход Северо-Донецкой ж. д. через Лозовую — Славянск.
Центральному ВРК Донбасса Антонов-Овсеенко предписал через Константиновку Дружковку войти в связь с Славянском, через который рудничные партизаны должны были получить оружие. Расположившись в Краматорске, рудничные красноармейцы дальше на Славянск не продвигались и не предпринимали активных действий против гайдамаков.
18 декабря в Харьков прибыли сильный отряды Московских красноармейцев под командованием Егорова, Антонов-Овсеенко предписал ему вступить в командование всеми силами сводного отряда у Лозовой. В предписании также говорилось что Егоров после занятия Лозовой, занять Славянск силами 2-х рот. В этот же день Лозовая была занята без боя. В этот же день Муравьев на помощь Егорову послал в Лозовую остатки Тверского революционного отряда об этом отряде Муравьев писал:
"Немедленно пошлите их и прикажите им занять Славянск, придайте им сто человек своих красноармейцев, дабы во что бы то ни стало занять Славянск и там закрепиться."
По занятию Павлограда бронепоездом Зайцева из группы Егорова, после чего Антонов-Овсеенко приказал ему развить наступление в южном направлении на Екатеринослав и Крым, а для занятия Славянска Антонов-Овсеенко послал отряд Рудольфа Сиверса.
19 декабря (1 января 1918) после короткого боя отряд московских красноармейцев (300 бойцов) выбили гайдамаков с города, установив связь с ревкомами и отрядами Красной гвардии Донбасса в Краматорске, Константиновке, Никитовке и других населенных пунктов Донбасса.